# Vasaorden (barco)
Vasaorden é uma barca real sueca originalmente construída em 1774 com base em um projeto de Fredrik Henrik af Chapman. Ela é usada para cerimônias, tais como visitas de estado e casamentos reais. Possui 17,88 metros de comprimento e 3,1 metros de largura. Após a barca original ter sido destruída em um incêndio em 8 de agosto de 1921, uma réplica exata foi construída e lançada em 1923.